# Bolsa de Bratislava

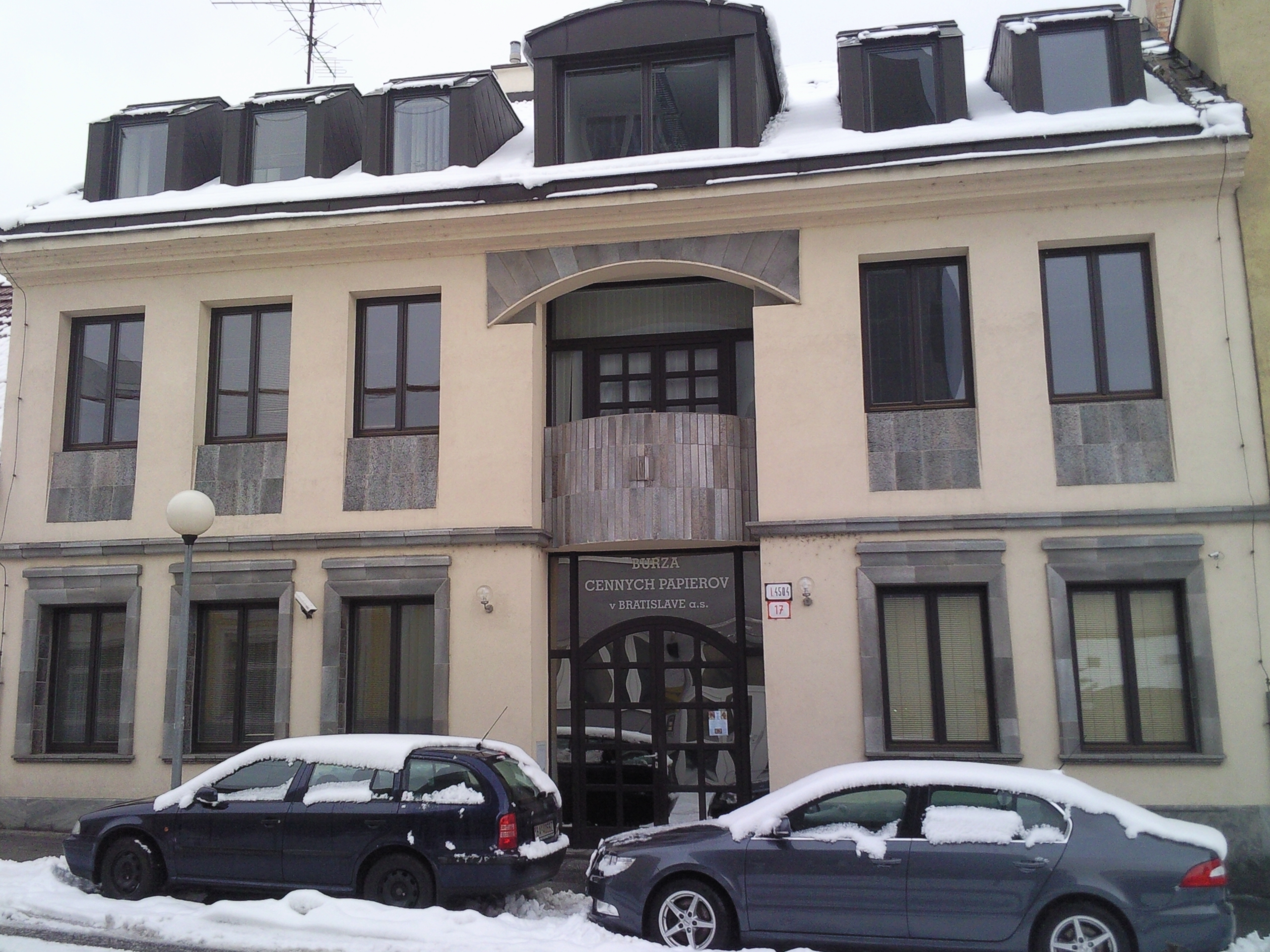
Sede de la Bolsa de Bratislava

La Bolsa de Bratislava (en eslovaco Burza cenných papierov v Bratislave, en inglés Bratislava Stock Exchange; abreviado como BSSE o BCPB) es una bolsa de valores con sede en Bratislava, establecida el 15 de marzo de 1991 por una decisión del Ministerio de Finanzas de Eslovaquia de 1990. La cotización en bolsa comenzó el 6 de abril de 1993. Tiene sus oficinas centrales en el número 17 de la calle Vysoká de Bratislava.
BSSE es el único organismo de supervisión del mercado de valores en Eslovaquia y opera desde el 26 de junio de 2001. El Banco Nacional de Eslovaquia (banco central) decidió adoptar un sistema de negociación multilateral el 26 de marzo de 2008.

## Índice
SAX (abreviatura de Slovenský akciový index, "índice bursátil eslovaco" en eslovaco) es el índice bursátil oficial de la Bolsa de Bratislava. El valor inicial del índice es 100 y corresponde a la capitalización de los títulos del 14 de septiembre de 1993.

### Composición
- Biotika, a.s.
- OTP Banka Slovensko, a.s.
- Slovenské energetické strojárne, a.s.
- Slovnaft, a.s.
- Všeobecná úverová banka, a.s.